# Карлсен, Гэри
Гэри Дэвид Карлсен (англ. Gary David Carlsen; род. 12 мая 1945, Ашленд, Кентукки) — американский легкоатлет, специалист по метанию диска. Выступал за сборную США по лёгкой атлетике в 1960-х годах, победитель Панамериканских игр и Всемирной Универсиады, чемпион США, участник летних Олимпийских игр в Мехико.

## Биография
Гэри Карлсен родился 12 мая 1945 года в городе Ашленд, штат Кентукки.
Занимался лёгкой атлетикой во время учёбы в Университете Южной Калифорнии, состоял в местной легкоатлетической команде Southern California Striders, с которой в 1965—1967 годах успешно выступал в метании диска на различных студенческих соревнованиях в США, в частности дважды становился вторым на чемпионате Национальной ассоциации студенческого спорта (NCAA) — оба раза уступил Рэнди Мэтсону.
Наивысших успехов на международном уровне добился в сезоне 1967 года, когда после победы на чемпионате США в Бейкерсфилде вошёл в основной состав американской национальной сборной и одержал несколько побед на крупных турнирах. Так, он принял участие в Панамериканских играх в Виннипеге, где в зачёте метания диска с результатом 57,50 завоевал золотую медаль. Будучи студентом, представлял Соединённые Штаты на Всемирной Универсиаде в Токио — здесь метнул диск на 59,84 метра и так же превзошёл всех соперников.
В 1968 году на соревнованиях в Рино выиграл серебряную медаль и установил свой личный рекорд — 64,14 метра, позднее на национальном олимпийском отборочном турнире в Эхо-Саммит занял второе место позади Джея Сильвестера — тем самым удостоился права защищать честь страны на летних Олимпийских играх в Мехико. На Олимпиаде в программе метания диска благополучно преодолел предварительный квалификационный этап, тогда как в финале с результатом 59,46 стал шестым.
На чемпионате США 1969 года в Майами взял бронзу.
После завершения спортивной карьеры Карлсен окончил стоматологическую школу и более 40 лет проработал в сфере оральной и челюстно-лицевой хирургии в Хантингтон-Бич, штат Калифорния.